# Mercedes-AMG One
Mercedes-AMG One (R50, cunoscut anterior sub numele de Project One) este un vehicul hibrid reîncărcabil sport de producție limitată, produs de Mercedes-AMG, care dispune de tehnologie derivată din Formula 1. Acesta deține tururi record pe diferite circuite din calendarul Formulei 1, precum Red Bull Ring sau Monza. Motorul acestui vehicul dezvoltă peste 1.000 de cai putere și atinge 100 km/h în sub 3 secunde. Au fost fabricate numai 275 de exemplare.